# Fântânele (okręg Sălaj)
Fântânele – wieś w Rumunii, w okręgu Sălaj, w gminie Dragu. W 2011 roku liczyła 28 mieszkańców.